# Mädchenscheu
Mädchenscheu ist eine US-amerikanische Stummfilm-Liebeskomödie aus dem Jahre 1924 mit Harold Lloyd und Jobyna Ralston in den Hauptrollen.

## Handlung
Harold Meadows lebt in der amerikanischen Kleinstadt Little Bend und arbeitet als Schneider in dem Laden seines Onkels Jerry. Der scheue Harold fürchtet sich vor der weiblichen Kundschaft, in Gegenwart schöner Frauen beginnt er zu stottern. Um sein Stottern zu unterbrechen, muss Onkel Jerry mit einer Pfeife trällern (was sich in verschiedenen Variationen als Running Gag durch den Film zieht). Damit er seine Angst überwinden kann, arbeitet der liebesunerfahrene Harold an einem Buch mit dem Titel The Secret of Making Love, in dem er seine angeblich zahllosen Affären beschreibt und anderen Männern in der Eroberung von Frauen Hilfestellungen geben will. Nach Fertigstellung seines Buches will Harold mit seinem Manuskript zum Verleger Mr. Thornby in die Großstadt reisen. Auf der Zugfahrt in die Stadt begegnet er der wohlhabenden, schönen und freundlichen Mary Buckingham. Harold muss Marys Pekingesen mehrmals vor dem Schaffner retten, weil Hunde im Zug verboten sind. Mary und er führen ein langes und herzliches Gespräch, in dem Harold auch sein Stottern überwinden kann. In der Stadt angekommen, übergibt Harold sein Manuskript dem Verlag.
Einige Wochen später fährt Mary Buckingham durch Little Bend, heimlich auf der Suche nach einem Wiedersehen mit Harold. In Marys Begleitung ist Ronald DeVore, ihr unsympathischer und glückloser Verehrer – der ihr schon zahlreiche Heiratsanträge gemacht hat. Ein erneuter Heiratsantrag von Ronald lenkt Mary ab und sie kommt mit ihrem Wagen von der Straße ab. Während Ronald einen Mechaniker aufsucht, trifft Mary zufällig erneut auf Harold, der immer noch an sie denkt. Beide verbringen gemeinsam eine schöne Zeit miteinander – zumindest bis zu Ronalds Rückkehr. Harold hofft, Mary heiraten zu können, sobald der Verleger Thornby sein Buch angenommen hat. Doch Thornby ist von Harolds naivem Liebesbüchlein entsetzt und lehnt es ab. Als Harold Mary wiedertrifft, ist er zu beschämt, um ihr von der Ablehnung seines Buches zu erzählen. Weil er kein Geld für eine Hochzeit mit Mary hat, spielt Harold ihr stattdessen vor, dass sie nur ein Experiment für sein Buch gewesen sei. Daraufhin nimmt die zutiefst enttäuschte Mary einen weiteren Heiratsantrag von Ronald an, obwohl er ihr eigentlich noch nicht einmal sympathisch ist. Harold kehrt stattdessen in die Schneiderei seines Onkels zurück und begräbt seine literarischen Ambitionen.
Im Verlag bei Mr. Thornby zeichnet sich eine Wendung ab, als seine Mitarbeiter das Manuskript auf komisch-absurde Art höchst unterhaltsam finden. Der Verlag erkennt das Verkaufspotenzial und beschließt eine Veröffentlichung von Harolds Manuskript – nun als nicht ernst gemeintes Witzbuch. Harold bekommt schließlich vom Verlag einen Scheck über 3000 US-Dollar. Mit dem Geld könnte er nun Mary heiraten – doch ihre Hochzeit mit Ronald findet schon in wenigen Stunden auf dem Anwesen von Marys Familie statt. Alles scheint verloren, bis eine Kundin der Schneiderei Ronald auf einem Foto in der Zeitung erkennt. Diese Frau versichert, Ronald sei immer noch gesetzmäßig mit ihr selbst verheiratet und überreicht Harold ein Medaillon als Beweis. In einer atemberaubenden Verfolgungsjagd versucht Harold, den Eheschluss noch aufzuhalten: Mithilfe von verschiedenen Autos, einem Polizeimotorrad, Pferden, Kutschen und sogar einer Straßenbahn gelangt er durch die überfüllte Stadt zu Marys Haus, wobei er auf seinem Weg eine Schneise der Verwüstung hinterlässt. Er platzt gerade noch rechtzeitig in die Hochzeit hinein. Da er vor der gesamten Hochzeitsgesellschaft nervös wird und stottert, entführt er Mary nach draußen, wo er endlich in Ruhe mit ihr reden kann. Beide versöhnen sich schnell und Harold berichtet ihr von Ronalds Betrug. Schließlich macht er ihr erfolgreich einen Heiratsantrag.

## Hintergrund
Harold Lloyd war mit Filmerfolgen wie Großmutters Liebling (1922) und Ausgerechnet Wolkenkratzer! (1923) zu Hollywoods beliebtestem Komiker hinter Charlie Chaplin aufgestiegen. Girl Shy war Lloyds erster Film nach der Trennung von seinem bisherigen Produzenten Hal Roach, mit dem er privat befreundet war. Mit diesem Film wollte Lloyd nun größere künstlerische Freiheit gewinnen und fungierte selbst als Produzent. Seine Partnerin spielte Jobyna Ralston, für die es der zweite von insgesamt sechs Filmen als Leading Lady Lloyds war. Kleine Gastauftritte absolvierten mit Joe Cobb, Jackie Condon und Mickey Daniels auch drei Hauptdarsteller der Kleinen Strolche, die von Hal Roach produziert wurden. Während Mickey Daniels gegen Ende des Filmes einen kleinen Auftritt als Zeitungsjunge hatte, spielte sein echter Vater Richard Daniels (1864–1939) den Onkel Jerry.
Der Film verbindet eine Komödienhandlung mit einer ernsthaften Liebesgeschichte, was damals eine ungewöhnliche Verbindung war. Bemerkenswert war auch die abenteuerliche Reise Harolds am Ende des Films. Der Regisseur Fred Niblo zeigte sich so beeindruckt, dass er sich von Lloyd bei dem Wagenrennen in seinem aufwendigen Monumentalfilm Ben Hur (1925) beraten ließ. Die Mehrzahl seiner gefährlichen Stunts im Film machte Lloyd selbst. 1967 beriet Harold Lloyd auch den Filmklassiker Die Reifeprüfung von Mike Nichols, dessen Ende jenem von Girl Shy sehr ähnlich und als Hommage zu verstehen ist: In Die Reifeprüfung wurden die gehetzte Fahrt zur Kirche sowie die Entführung der Braut aus der Trauungszeremonie übernommen.

## Rezeption
Girl Shy spielte an den Kinokassen eine damals sehr hohe Summe von 1,5 Millionen US-Dollar ein. Bis in die 1940er-Jahre wurde die Komödie immer wieder in Listen der finanziell erfolgreichsten Filme aller Zeiten aufgeführt. Auch die zeitgenössischen Filmkritiker empfanden den Film als komisch, ein Magazin schrieb sogar, man hätte noch nie so viel während eines Films gelacht. Zwar sei der Film nicht so spannend wie Ausgerechnet Wolkenkratzer!, doch immer noch sehr aufregend. Auch die innovativen Gags sowie die Kameraarbeit fanden positive Erwähnung. Auch das Lexikon des Internationalen Films bewertete den Film mit jahrzehntelangem Abstand positiv, es sei einer der „stimmungsvollsten Filme“ von Lloyd. Der Klimax sei die „vielleicht spektakulärste Hetzjagd der Filmgeschichte“.